# Homm Pál
Homm Pál (Désakna, 1907. április 27. – Budapest, 1987. június 24.) magyar színész, érdemes művész.

## Életpályája
Désaknán született, 1907. április 27-én. Kolozsváron a Zenekonzervatórium ének- zongoratanszakán végzett. Művészi pályája a Kolozsvári Nemzeti Színházban indult 1937-ben. Ezután, 1940-től Szabadka, Miskolc és más vidéki városok színpadán szerepelt. 1948-tól már Budapesten játszott, a Madách Színház szerződtette. 1949-től haláláig a Fővárosi Operettszínház tagja volt. Hősi színezetű baritonja, színészi rátermettsége főleg bonviván- és karakterszerepek megformálásában teljesedett ki. 1970-ben érdemes művész elismerésben részesült.

## Fontosabb színpadi szerepei
- William Shakespeare: A makrancos hölgy... Petrucchio
- William Shakespeare: Lóvátett lovagok... Holofernes, iskolamester
- William Shakespeare – Galt MacDermot: Veronai fiúk... Antonio, Proteus apja
- Edmond Rostand: Cyrano de Bergerac... Cyrano de Bergerac
- Vörösmarty Mihály: Csongor és Tünde... Csongor
- Gárdonyi Géza: A bor... Baracs gazda
- Herczeg Ferenc: Bizánc... G. Giovanni, genovai zsoldoskapitány
- Jacques Offenbach: Szép Heléna... Agamemnon
- Jacques Offenbach: Orfeusz... Plutó
- Jacques Offenbach: Gerolsteini nagyhercegnő... Péter Milon, közkatona
- Iszaak Oszipovics Dunajevszkij: Szabad szél... Markó
- Johann Strauss: Cigánybáró... Gábor diák
- Johann Strauss: Bécsi diákok... Latour, hadügyminiszter
- George Bernard Shaw – Alan Jay Lerner – Frederick Loewe: My Fair Lady... Pickering ezredes
- Samuel Spewack – Bella Spewack – Cole Porter: Csókolj meg, Katám!... Harry Trevor (Baptista)
- Innocent-Vincze Ernő – Kállai István – Szenes Iván: Tavaszi keringő... Lithván Gábor, hegedűművész
- Jacobi Viktor: Leányvásár... Tom Migles
- Kálmán Imre: Csárdáskirálynő... Kerekes Ferkó
- Huszka Jenő: Bob herceg... Lancaster, gárdakapitány
- Eisemann Mihály: Bástyasétány 77... Török, a műemlékek rajongója
- Tabi László: Valahol délen... Péteri
- Hámos György: Aranycsillag... Kerekes István
- Rajna Ferenc: Hajduk hadnagya... Blanchefort gróf, ezredes
- Mikszáth Kálmán – Benedek András: Szelistyei asszonyok... Nagy András, parasztlegény; Rostó Pál
- Mikszáth Kálmán – Benedek András: A Noszty fiú esete Tóth Marival... Noszty Pál, képviselő
- Ránki György: Hölgyválasz... Téglás Boldizsár
- Barabás Tibor – Gádor Béla – Kerekes János – Darvas Szilárd: Állami áruház... Kocsis János
- Josef Pavek – Ivo Havlu: Jó éjt Bessy!... Dr. Brown

## Filmes és televíziós szerepei
- Díszmagyar (1949)
- Felszabadult föld (1950)
- Ütközet békében (1951) – Kövi ezredes
- Állami áruház (1952)
- Májusi fagy (1961)
- Slágermúzeum (1963, tévéfilm)
- Utazás a Holdba 1-3. (1974, tévéfilm)

## Szinkronszerepei
| Év   | Cím                      | Szereplő             | Színész           | Szinkron év |
| ---- | ------------------------ | -------------------- | ----------------- | ----------- |
| 1944 | Végzetes éjszaka         | N/A                  | N/A               | 1949        |
| 1948 | Sztálingrádi csata I.    | Csujkov              | Nyikolaj Szimonov | 1949        |
| 1949 | Berlin eleste            | Csujkov tábornok     | Borisz Tyenyin    | 1950        |
| 1949 | Sztálingrádi csata II.   | Csujkov altengernagy | Nyikolaj Szimonov | 1950        |
| 1950 | Boldog nyár              | Előadó               | N/A               | 1951        |
| 1972 | Veronika és a bűvös zsák | N/A                  | N/A               | 1974        |
| 1973 | Felismerés               | N/A                  | N/A               | 1976        |